# Nicolas Remy
 (janvier 2023).
Nicolas Remy, né en 1530 et décédé en avril 1612, est un avocat, procureur général, historien, diplomate et auteur lorrain de la fin du XVIe siècle. Il est l'auteur d'une Démonolâtrie (1595).

## Biographie
Né à Charmes, fils de Gérard Remy, prévôt de Charmes et de Claudon Thomassin, issue d'une famille au service de la prévôté de Charmes.
Selon certains biographes, après avoir étudié à Paris et Toulouse, il enseigne les lettres et le droit. Par lettres patentes du 25 mars 1570, il est nommé lieutenant général au bailliage des Vosges à la place d'un de ses oncles maternels, François Mittat. Ces lettres parlent de « m[aistr]e Nicolas Remi, licencié ès loiz des universitez de France, où il auroit versé l’espace de vingt ung ans, faisant profession, la pluspart d’iceulx, d’enseigner tant les lettres humaines que les droictz... » L’archiviste Henri Lepage et Laurent Leclerc, auteur en 1869 d'une notice présentée à l'Académie de Stanislas, ont tenu un prudent raisonnement : « Les Universités de France que Nicolas Remy a suivies […] étaient probablement [...] les plus célèbres d’alors ». Ce qui a donné chez d'autres une certitude alors que le nom de Nicolas Remy n'a pas été trouvé dans les matricules universitaires.
En 1573, il reçoit une commission extraordinaire pour mettre fin aux désordres à Plombières (aujourd'hui Plombières-les-Bains) et punir une évasion du château prison de la prévôté d'Arches. Le procès qu'il fait à Blaison Barisel, lieutenant du prévôt, et à plusieurs autres fauteurs de troubles, est l'occasion de manifester ses capacités judiciaires et son sens politique, car d'une affaire particulière il fait un procès de la fonction publique et, en janvier 1574, il condamne Barisel au «d équartèlement», peine spécifique pour haute trahison envers le Duc.
Secrétaire ordinaire le 4 novembre 1575, échevin de Nancy en 1576, il est anobli par lettres du duc Charles III de Lorraine le 9 août 1583, vérifiées le 6 mars 1584. Membre du conseil privé le 1er août 1589 et procureur général le 24 août 1591. En 1599, Nicolas Remy obtient de pouvoir transmettre sa charge à son fils Claude, formé en droit à Paris et déjà avocat en Parlement, autorisé par le Duc à « continuer et poursuivre ses estudes et se façonner à la practique en ladicte court de parlement à Paris », ce qui laisse donc le père exercer la charge « aussi longuement qu’il le voudroit » tout en ayant déjà assuré la transmission de l’office. La retraite de Nicolas Remy correspond au premier versement des gages à Claude Nicolas Remy en 1606. La confusion est entretenue par la signature « C. Nicolas Remy » au bas des actes judiciaires où parfois manque le C.

## Œuvres
Remy est surtout connu pour son ouvrage sur les démons, sorciers et sorcières, dans lequel il a consigné plus de neuf cents procès et séances de torture sur une période de quinze ans : Dæmonolatreiæ libri tres (Lyon, in officina Vincentii, 1595). Plusieurs rééditions (Cologne, 1596 ; Francfort, 1596, 1597). Traduction allemande (Francfort, 1598 ; Hambourg, 1693). Traduction moderne en français (Nancy, 1998). Le titre fait écho au célèbre ouvrage de Jean Bodin, De la démonomanie des sorciers (1580), qui a connu de nombreuses réimpressions.
Entre 1577 et 1592, Rémy condamne plusieurs centaines de personnes, pour la majorité des femmes, au bûcher pour satanisme. La méthode du magistrat aboutissait inévitablement à la condamnation : « Ayant un jour à juger une femme accusé d'aller nuitamment au sabbat, il reçut le témoignage sous serment de son mari qui jura que sa femme n'avait pas quitté le lit conjugal la nuit. Nicolas Remy l'envoya pourtant au bûcher sous prétexte que le diable s'était emparé de son âme et que même en rêve elle avait pactisé avec le Malin. » Rendant compte de cet ouvrage, un collectionneur du XVIIIe siècle le résume ainsi : « Contient les procédures de 900 sorciers exécutés à Nancy en quinze ans. Elles fournissent à cet Inquisiteur le sujet d'un poème latin. Impression que la lecture de ce livre a faite sur l'éditeur : on y prend une trop mauvaise idée du genre humain ».
Pour les autres ouvrages de Remy, se reporter à la notice Nicolas Remy d'Alain Cullière, mentionnée dans la bibliographie ci-dessous.

### Filmographie
- En 2022, le téléfilm Meurtres à Nancy évoque le nom de Nicolas Rémy et s'inspire de ses agissements pour bâtir et dérouler son intrigue.